# 山岡榮
山岡 榮（やまおか さかえ、1902年（明治35年）10月23日 -  1930年（昭和5年）5月9日）は、日本の教員。
日本統治時代の台湾台中州東勢街二庄組合立農林国民学校（現・台中市立新社高等学校）の教員を務め、9人の台湾人（うち7人は小学生）を救うために殉職した。現在、台中市新社区食水嵙渓に記念碑が建立されている。また、出身地である愛媛県伊予市にも記念碑がある。

## 経歴
山岡は愛媛県伊予郡出淵村（現・伊予市中山町出渕）に生まれた。伊予実業学校（現・愛媛県立伊予農業高等学校）を卒業し、地元の中山町技術員や中山町青年団長、伊予郡連合青年団長などを歴任した。
1930年4月、山岡は東勢農林学校の教師として台湾に赴任した。同年5月9日、当地を豪雨が襲い、新社公学校（現・新社小学校）では授業を打ち切って生徒を下校させた。現在の新社区崑山村在住の7人の生徒が2人の保護者に付き添われて徒歩で帰宅する途中、突然食水嵙渓の水位が急激に上昇して竹製の橋を越えて9人を押し流し、川の中州に取り残された。子どもたちは山岡の生徒ではなかったが、事故を知った山岡は学校の宿舎から現場に急行し、泳いで中州の人々を助けようとしたが、その際激流によって川の岩に打ち付けられ、幼い二人の娘と、妻が妊娠中の子どもを残して亡くなった。
現地の村民は遺体を2キロにわたって捜索し、中州にいた9人は夜遅くに全員が救出された。

## 没後
日本政府と村民は山岡に感謝の念を示すため、食水嵙溪のほとりに記念碑を建立した。人命救助の事績を追懐して、多くの村民が毎年記念碑を清掃し、献花している。住民は老いも若きも、学校の生徒も、碑の前を通るときには、身を捨てて生徒を助けた山岡の事績を追慕するため足を停めて敬意を示す。
太平洋戦争後には記念碑や山岡の事績は地元でも次第に顧みられなくなっていたが、区画整理で記念碑が再認識された。
七十七回忌以降、新社区白冷圳社区では毎年、山岡榮の命日の前夜に慰霊祭をおこなっている。2003年、社団法人台中市白冷圳水流域社区2003年，社團法人台中市白冷圳水流域社区総体営造促進会は、文建会を通して、「民国92年度新故郷社区営造計画」で、記念碑周囲を緑化整備する構想を策定した。
2007年、記念碑は台中市文化資産に認定された。
2014年の慰霊祭では、台中市台日文化経済交流協会、台日交流聯誼会、新社高等学校の教員と生徒らのほかに山岡の孫の女性や救助された生徒の子どもなどが出席した。
出身地の伊予市中山町では盛景寺に1935年に記念碑が建立され、2016年12月には生涯を紹介する新たな記念碑が建てられた。